# Bhutaniella dunlopi
Bhutaniella dunlopi är en spindelart som beskrevs av Jäger 200. Bhutaniella dunlopi ingår i släktet Bhutaniella och familjen jättekrabbspindlar.
Artens utbredningsområde är Bhutan. Inga underarter finns listade.